# بوطاليا خذروفية
بوطاليا خذروفية (الاسم العلمي:Potalia turbinata) هي نوع من النباتات يتبع جنس البوطاليا من الفصيلة الجنطيانية.